# Hypalastoroides ecuadoriensis
Hypalastoroides ecuadoriensis är en stekelart som beskrevs av Giordani Soika 1958. Hypalastoroides ecuadoriensis ingår i släktet Hypalastoroides och familjen Eumenidae. Inga underarter finns listade i Catalogue of Life.